# Parc animalier de la Grande Jeanne
 (mars 2025).
 (mars 2025).
Motif : notoriété non démontrée. Les références sont primaires ou locales
- Archive Wikiwix
- Bing
- Cairn
- DuckDuckGo
- E. Universalis
- Gallica
- Google
- G. Books
- G. News
- G. Scholar
- Persée
- Qwant
- (zh) Baidu
- (ru) Yandex
- (wd) trouver des œuvres sur Wikidata

| 1. | Préciser le motif de la pose du bandeau. | Précisez le motif de la pose du bandeau en utilisant la syntaxe suivante : {{admissibilité à vérifier\|date=juillet 2025\|motif=remplacez ce texte par le motif}}                                       |
| 2. | Informer les utilisateurs concernés.     | Pensez à avertir le créateur de l'article, par exemple, en insérant le code ci-dessous sur sa page de discussion : {{subst:avertissement admissibilité à vérifier\|Parc animalier de la Grande Jeanne}} |

 (mars 2025).
Le parc animalier de la Grande Jeanne se situe sur la montagne du Semnoz, dans la commune d'Annecy, à une altitude de 669 m. Ce petit parc permet d'observer plusieurs espèces dans un milieu semi naturel, sur un terrain de 10 500 m2. Il est géré par la commune d'Annecy et l'entrée est gratuite.

## Histoire
Le parc animalier de la Grande Jeanne a vu le jour dans les années 1960, pour permettre aux visiteurs d'observer des animaux de la région dans leur environnement naturel.
Entre 2004 et 2006, des travaux de modernisation ont été réalisés, notamment afin d'améliorer les abris des animaux et d'installer des pancartes informatives pour les visiteurs.

## Personnel
Laurent Vittet est l'agent communal qui s'occupe du parc de la Grande Jeanne. Il nourrit les animaux, nettoie le parc et entretient les enclos depuis 2000. Il est également possible de faire des visites guidées pour les groupes scolaires.
Les week-ends et jours fériés, une équipe permanente s'occupe du parc et de ses animaux.

## Espèces

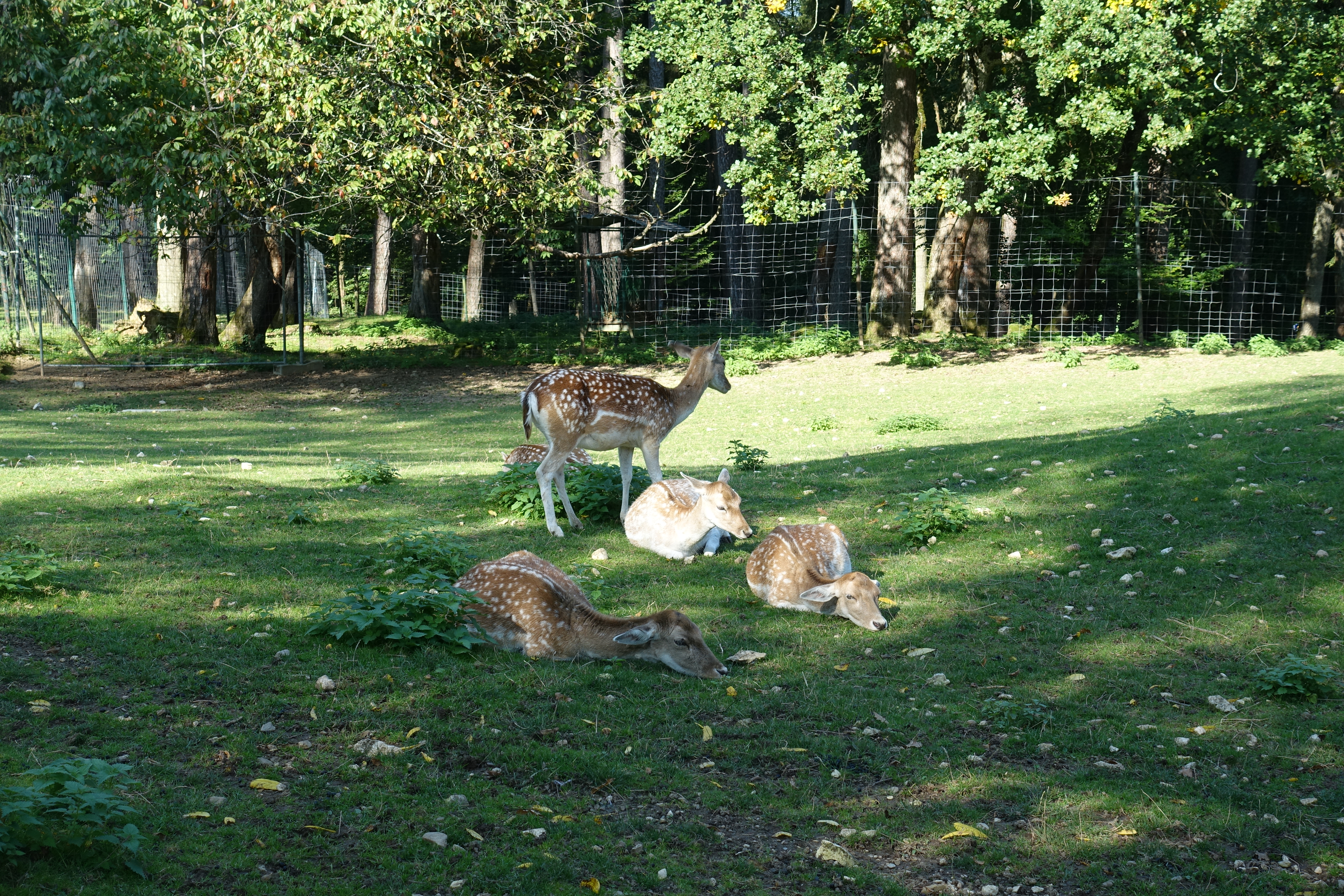
Daim du parc de la Grande Jeanne.

Le parc abrite plusieurs espèces d'animaux non domestiques vivant dans les montagnes et forêts de France, :
- 19 daims
- 9 cerfs élaphes
- Une vingtaine de mouflons de CorseEnclos des mouflons du parc de la Grande Jeanne.

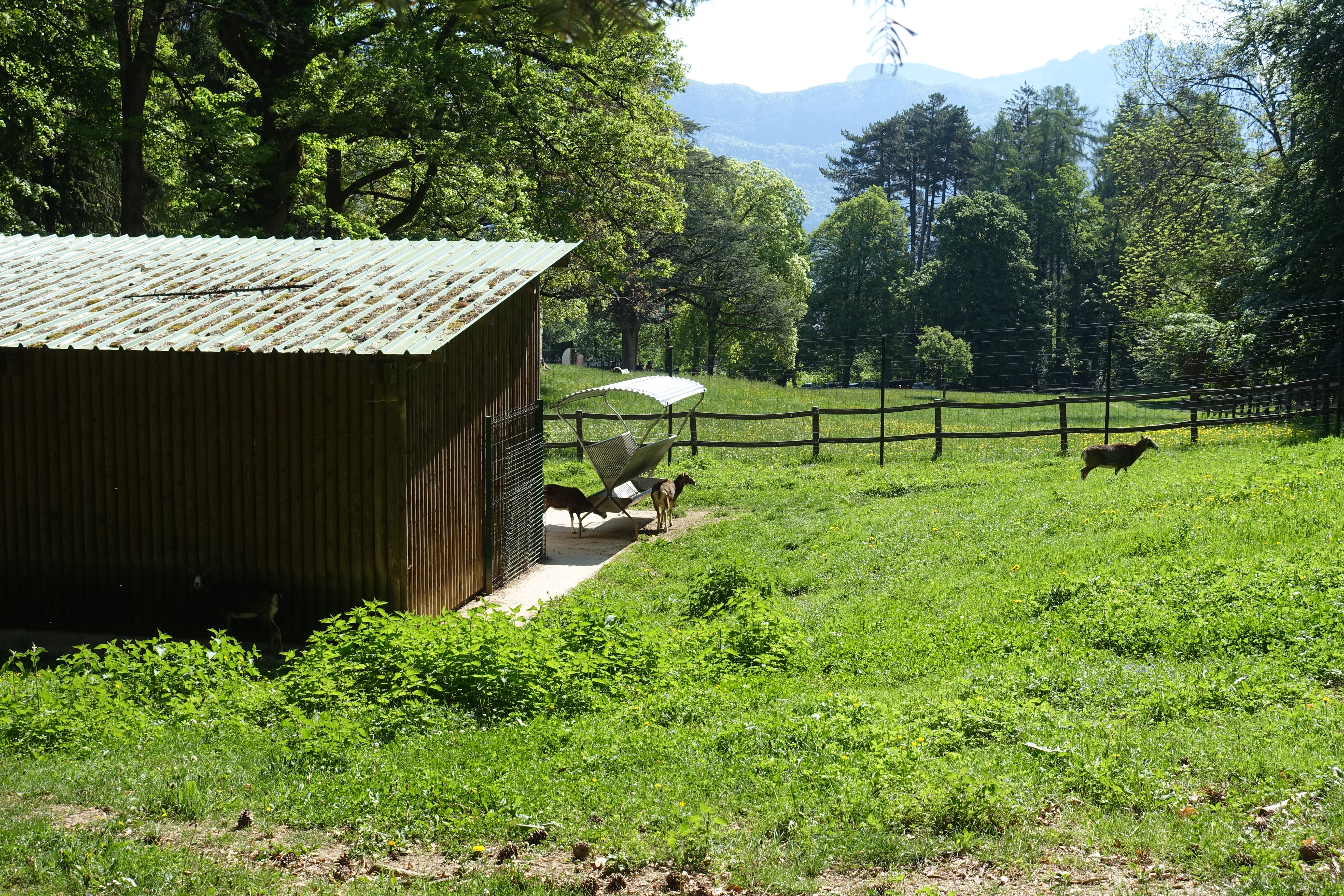
Enclos des mouflons du parc de la Grande Jeanne.